# Dyslocosaurus
Dyslocosaurus is een geslacht van plantenetende sauropode dinosauriërs, behorend tot de groep van de Neosauropoda, dat tijdens het Mesozoïcum leefde in het gebied van het huidige Noord-Amerika. De typesoort is Dyslocosaurus polyonychius.

## Vondst en naamgeving
In de verzameling van het tegenwoordige Amherst College Museum of Natural History bevindt zich een specimen, bestaande uit enkele dinosauriërledematen, dat opgegraven is door professor Frederic Brewster Loomis. De herkomst ervan is alleen op het label vermeld als "Lance Creek" (in het oosten van Wyoming); de datum van de vondst is onbekend maar ligt hoogstwaarschijnlijk in het begin van de twintigste eeuw. Loomis had het geheel laten opstellen in het toenmalige Pratt Museum. In 1963 kwam het specimen ter attentie van John Stanton McIntosh maar omdat ook een zeer intensieve speurtocht in de archieven niet meer informatie opleverde dan wat er op het label stond, zag hij af van een publicatie. In 1983 werd het specimen opnieuw geprepareerd, door het Canadese National Museum of National Sciences dat veel meer expertise op dit gebied heeft. Het bleek dat Loomis verschillende botten foutief geïdentificeerd had.
In 1992 besloot McIntosh, samen met William Parks en Dale Russell, om voor het fossiel alsnog een eigen soort te benoemen en beschrijven. De geslachtsnaam is afgeleid van het Klassiek Griekse dys, "slecht", en het Latijnse locus, "plaats", een verwijzing naar het feit dat de vondst letterlijk slecht te plaatsen viel. De soortaanduiding is afgeleid van het Griekse polys, "veel", en onyx, "klauw", een verwijzing naar een typerend kenmerk.
Het holotype heeft als inventarisnummer AC 663. Het bestaat uit de onderkant van een spaakbeen en ellepijp, vermoedelijk van een linkervoorpoot; de kop van een linkerdijbeen; de bovenkant van een linkerscheenbeen; de onderkant van een rechterscheenbeen; een linkersprongbeen, middenvoetsbeenderen I, II en III van een linkervoet; de bovenkant van het vierde middenvoetsbeen; de eerste teenkootjes van de eerste, derde en vierde teen; de klauwen van de eerste vier tenen en een mogelijke klauw van de vijfde teen.
Loomis zelf dacht dat de vondst afkomstig was uit de Lanceformatie, die stamt uit het late Krijt, het Maastrichtien. In Lance Creek komen echter ook lagen uit het tachtig miljoen jaar oudere late Jura, het Kimmeridgien, aan het oppervlak.

## Beschrijving
Dyslocosaurus is een kleine sauropode met een gewicht van ongeveer vijf ton. Het uiteinde van het scheenbeen is verbreed. Unieke afgeleide eigenschappen, autapomorfieën, van de soort zijn: een sprongbeen dat kort is, maar 50% van de breedte; middenvoetsbeenderen die een zeer grote omtrek hebben; het bezit van een klauw op de vierde en mogelijkerwijs de vijfde teen. Deze kenmerken kunnen echter alleen als uniek gelden binnen een bepaalde plaatsing in een groep.

## Fylogenie
De beschrijvers vonden dat het exemplaar het meest op de Diplodocidae leek. Ze concludeerden daarom dat het vermoedelijk uit de Morrisonformatie uit het Jura afkomstig was; er zijn namelijk verder geen diplodociden uit het Opper-Krijt bekend. Het zou dan om een afwijkende diplodocide gaan die zich van de andere Diplodocidae onderscheidde door het bezit van vier of zelfs vijf tenen in plaats van drie. De beschrijvers stelden dat een aan Dyslocosaurus verwante vorm verantwoordelijk was voor de prenten van de ichnospecies Brontopodus birdi uit het vroege Krijt, welke sporen ook vier klauwen aan de voet tonen.
Een alternatieve interpretatie gaf Paul Sereno in 1998: hij stelde dat Loomis zich niet vergist had in de ouderdom maar per ongeluk resten van twee soorten vermengd had, een chimaera creërend. Dyslocosaurus zou dan bestaan uit de poten van een lid van de Titanosauridae — een groep met vier klauwen aan de voet — en teenkootjes en een klauw van een theropode. Deze titanosauride zou in dat geval mogelijkerwijs uit Azië gemigreerd zijn.
In ieder geval behoort Dyslocosaurus, indien een geldig taxon, tot de Eusauropoda; daarop wijst het verbrede uiteinde van het scheenbeen.